# Horch 12-28 PS
La Horch 12/28 PS (nota anche come Typ K) e la Horch 13/35 PS sono state due autovetture prodotte dal 1910 al 1913 dalla Casa automobilistica tedesca Horch.

## Storia e profilo
Questi due modelli andavano a posizionarsi leggermente più in alto rispetto ai contemporanei modelli 10/25 PS e 10/30 PS: le prestazioni, sia dei loro motori sia in termini velocistici, non erano molto differenti, ma in compenso le versioni più impegnative dal punto di vista fiscale garantivano una miglior erogazione di coppia motrice grazie appunto alla maggior cilindrata dei loro propulsori.

### La 12/28 PS
Il primo di questi modelli ad essere lanciato sul mercato fu la 12/28 PS, che andò a posizionarsi in pratica tra la 10/25 PS e la 17/45 PS, pur mantenendo una certa distanza da quest'ultima. La 12/28 PS fu la prima Horch in assoluto a montare un motore monoblocco quando tutta la restante produzione della Casa di Zwickau montava ancora motori biblocco. Tale motore, della cilindrata di 3176 cm³, era alimentato mediante un carburatore specifico realizzato e brevettato dalla Horch stessa e disponeva di testata amovibile e di distribuzione a valvole laterali. L'accensione avveniva mediante batteria e magnete. Questo motore era in grado di erogare una potenza massima di 28 CV a 1500 giri/min e di spingere la vettura ad una velocità massima di 70 km/h. Il cambio era a 4 marce ed era interfacciato con il motore mediante una frizione conica ad attrito e con le ruote mediante un albero cardanico. Il telaio era a longheroni e traverse, con sospensioni ad assale rigido e molle a balestra e freni a tamburo con ganascia esterna.

### La 13/35 PS
La 12/28 PS fu prodotta solamente per un anno ed in 90 esemplari: alla fine del 1911 la sua produzione cessò e la vettura fu sostituita all'inizio dell'anno seguente dalla 13/35 PS, che vide invece un ritorno a soluzioni tecniche meno moderne, come ad esempio il motore biblocco con testate integrate, il cambio a 3 marce e la testata con valvole disposte ad F (aspirazione in alto e scarico in basso). La soluzione del motore monoblocco fu invece relegata alla 10/30 PS Typ N, in listino già da qualche mese. Nella 13/35 PS, il motore biblocco manteneva la stessa cilindrata di 3176 cm³, con potenza salita a 35 CV a 1600 giri/min. Le prestazioni velocistiche erano coincidenti con quelle della 12/28 PS ed anche il telaio non ebbe aggiornamenti di sorta. La vettura fu prodotta fino al 1913 in 168 esemplari e venne sostituita proprio in quell'anno dalla Horch 14-40 PS.